# Championnat de république démocratique du Congo de football 2020-2021
Navigation
Vodacom Ligue 1 2019-2020 Ligue 1 2021-2022
La saison 2020-2021 de Ligue 1 est la 61e édition du championnat de république démocratique du Congo de football et la 4e sous l'appellation « Ligue 1 » et la 4e fois sous l'appellation Vodacom Ligue 1. La saison débute en 2 octobre 2020 et s'achève le 27 juin 2021.
Les équipes promues de deuxième division sont le JSK et le Blessing FC.
Le TP Mazembe termine à la première place profitant de sanctions contre l'AS Vita Club qui termine le championnat avec plus de points mais sera pénalisé, trois victoires seront transformées en défaites 0-3 pour emploi d'un joueur non qualifié. En octobre 2021, le tribunal arbitral du sport donne raison à l'AS Vita Club et demande à la fédération de retirer les points de pénalité, de ce fait c'est l'AS Vita Club qui est couronné champion.

## Participants
| \| Kinshasa: · AS V. Club · DCMP Imana · FC Renaissance · RCK · AC Rangers · JSK Lubumbashi: · TP Mazembe · FC Saint Éloi Lupopo · CS Don Bosco · JSG Bazano · Lubumbashi Sport Kolwezi: · Simba Kamikaze · Blessing FC Kinshasa Lubumbashi Kolwezi AS Maniema Union SM Sanga Balende AS Dauphins Noirs \| Localisation des clubs engagés dans le championnat. |
| Kinshasa: · AS V. Club · DCMP Imana · FC Renaissance · RCK · AC Rangers · JSK Lubumbashi: · TP Mazembe · FC Saint Éloi Lupopo · CS Don Bosco · JSG Bazano · Lubumbashi Sport Kolwezi: · Simba Kamikaze · Blessing FC Kinshasa Lubumbashi Kolwezi AS Maniema Union SM Sanga Balende AS Dauphins Noirs                                                           |

Les 14 premiers du championnat 2020-2021 et les deux premiers de la Ligue 2 2019-2020 participent à la compétition.
|   | Province       | Nombre d'équipes | Équipes                                                                        |
| - | -------------- | ---------------- | ------------------------------------------------------------------------------ |
| 1 | Kinshasa       | 6                | AS Vita Club, DCMP Imana, FC Renaissance, RCK, AC Rangers et JSK               |
| 2 | Haut-Katanga   | 5                | TP Mazembe, FC Saint Éloi Lupopo, CS Don Bosco, JSG Bazano et Lubumbashi Sport |
| 3 | Lualaba        | 2                | AS Simba Kamikaze et Blessing FC                                               |
| 4 | Nord-Kivu      | 1                | AS Dauphins Noirs                                                              |
| 4 | Kasaï-Oriental | 1                | SM Sanga Balende                                                               |
| 4 | Maniema        | 1                | AS Maniema Union                                                               |

Légende des couleurs
- Ligue des champions de la CAF 2019-2020
- Coupe de la confédération 2019-2020
- Promu de D2

| Club                                   | Dernière montée | Classement 2019-2020 | Entraîneur                 | Depuis | Stade                 | Capacité en L1 | Nombre de saisons en L1 |
| -------------------------------------- | --------------- | -------------------- | -------------------------- | ------ | --------------------- | -------------- | ----------------------- |
| Tout Puissant Mazembe                  | 2012            | 1er                  | Dragan Cvetković           | 2020   | Stade TP Mazembe      | 18 500         | 10                      |
| Association sportive Vita Club         | 2012            | 2e                   | Florent Ibenge             | 2013   | Stade des Martyrs     | 80 000         | 10                      |
| AS Maniema Union                       | 2017            | 3e                   | Daoula Lupemba             | 2020   | Stade Joseph-Kabila   | 22 000         | 4                       |
| DCMP Imana                             | 2012            | 4e                   | Isaac N'Gata               | 2019   | Stade des Martyrs     | 80 000         | 10                      |
| JS Groupe Bazano                       | 2014            | 5e                   | José Mundele Seguin Ndombe | 2020   | Stade de la Kenya     | 35 000         | 7                       |
| Football Club Renaissance du Congo     | 2016            | 6e                   | Camille Bolombo            | 2019   | Stade des Martyrs     | 80 000         | 5                       |
| Académic Club Rangers                  | 2017            | 7e                   | Benoît Kasongo             | 2018   | Stade des Martyrs     | 80 000         | 4                       |
| RC Kinshasa                            | 2019            | 8e                   | Raoul Mutufila             | 2020   | Stade des Martyrs     | 80 000         | 6                       |
| Lubumbashi Sport                       | 2013            | 9e                   | Écossais Mutombo           | 2020   | Stade FKM             | 35 000         | 8                       |
| Cercle sportif Don Bosco de Lubumbashi | 2013            | 10e                  | Johan Curbilié             | 2020   | Stade de la Kamalondo | 18 500         | 9                       |
| FC St Lupopo                           | 2012            | 11e                  | Bertin Maku                | 2020   | Stade de la Victoire  | 10 000         | 10                      |
| AS Simba                               | 2019            | 12e                  | Julio César Gomez          | 2020   | Stade Manika          | 3 000          | 3                       |
| AS Dauphins Noirs                      | 2013            | 13e                  | Tadet Mbweki               | 2019   | Stade de l'Unité      | 8 000          | 9                       |
| SM Sanga Balende                       | 2012            | 14e                  | Andy Mfutila               | 2020   | Stade Kashala Bonzola | 23 000         | 10                      |
| JSK                                    | 2020            | 1er (Ligue 2)        | Zico Kiadivula             | 2020   | Stade des Martyrs     | 80 000         | 1                       |
| Blessing FC                            | 2020            | 1er (Ligue 2)        | Jean-Claude Loboko         | 2019   | Stade Dominique Diur  | 3 000          | 1                       |

## Compétition

### Règlement
Le classement est calculé avec le barème de points suivant : une victoire vaut trois points, le match nul un. La défaite ne rapporte aucun point.
Les critères de départage sont inchangés depuis la saison 2017-2018. Ceux-ci se présentent ainsi :
1. plus grand nombre de points ;
2. plus grande différence de buts générale ;
3. plus grand nombre de points dans les confrontations directes ;
4. plus grande différence de buts particulière ;
5. plus grand nombre de buts dans les confrontations directes ;
6. plus grand nombre de buts à l'extérieur dans les confrontations directes ;
7. plus grand nombre de buts marqués ;
8. plus grand nombre de buts marqués à l'extérieur ;
9. plus grand nombre de buts marqués sur une rencontre de championnat ;
10. meilleure place au Challenge du Fair-play (1 point par joueur averti, 3 points par joueur exclu).

### Classement[5]
| Rang | Équipe               | Pts | J  | G  | N  | P  | Bp | Bc | Diff |
| ---- | -------------------- | --- | -- | -- | -- | -- | -- | -- | ---- |
| 1    | TP MazembeT          | 69  | 30 | 20 | 9  | 1  | 55 | 14 | +41  |
| 2    | AS Maniema Union     | 66  | 30 | 20 | 6  | 4  | 43 | 17 | +26  |
| 3    | AS Vita Club         | 65  | 30 | 19 | 8  | 3  | 43 | 21 | +22  |
| 4    | FC Saint Éloi Lupopo | 52  | 30 | 14 | 10 | 6  | 31 | 19 | +12  |
| 5    | SM Sanga Balende     | 50  | 30 | 15 | 5  | 10 | 30 | 24 | +6   |
| 6    | DCMPC                | 46  | 30 | 13 | 7  | 10 | 31 | 24 | +7   |
| 7    | Blessing FC P        | 39  | 30 | 10 | 9  | 11 | 25 | 27 | -2   |
| 8    | CS Don Bosco         | 36  | 30 | 10 | 6  | 14 | 31 | 31 | 0    |
| 9    | FC Renaissance       | 34  | 30 | 8  | 10 | 12 | 30 | 40 | -10  |
| 10   | AC Rangers           | 34  | 30 | 10 | 4  | 16 | 25 | 44 | -19  |
| 11   | JSK P                | 32  | 30 | 7  | 11 | 12 | 25 | 29 | -4   |
| 12   | AS Dauphins Noirs    | 32  | 30 | 9  | 5  | 16 | 29 | 36 | -7   |
| 13   | AS Simba Kamikaze    | 31  | 30 | 8  | 7  | 15 | 29 | 45 | -16  |
| 14   | JSG Bazano           | 29  | 30 | 6  | 11 | 13 | 22 | 28 | -6   |
| 15   | RCK                  | 24  | 30 | 5  | 9  | 16 | 25 | 45 | -20  |
| 16   | Lubumbashi Sport     | 20  | 30 | 5  | 5  | 20 | 18 | 48 | -30  |

Qualifications africaines
Ligue des champions 2021-2022
- 1er : 1er tour
- 2e : tour préliminaire

Coupe de la confédération 2021-2022
- C et 3e : phase de groupes

Relégation en Ligue 2 2021-2022
- 14e, 15e et 16e : relégation

Abréviations
- T : Tenant du titre
- C : Vainqueur Coupe du Congo 2021
- P : Promus de Ligue 2 2019-2020

- en octobre 2021, la sanction contre l'AS Vita Club est annulée, le club récupère 9 points et devient champion de RDC.

## Parcours en Coupes d'Afrique
| Club          | Compétition         | Résultat          | Ultime(s) adversaire(s) |
| ------------- | ------------------- | ----------------- | ----------------------- |
| TP Mazembe    | Ligue des champions | 3e Phase de poule |                         |
| AS V. Club    | Ligue des champions | 3e Phase de poule |                         |
| Maniema Union | Coupe de la CAF     | Premier tour      |                         |
| Maniema Union | Coupe de la CAF     | Premier tour      | Bloemfontein Celtic     |
| DCMP          | Coupe de la CAF     | Barrages          | Al Ahly Benghazi SC     |

## Statistiques

### Meilleurs buteurs
Le tableau suivant liste les joueurs selon le classement des buteurs :
| Rang | Joueur             | Club             | Buts |
| ---- | ------------------ | ---------------- | ---- |
| 1    | Jean Baleke        | TP Mazembe       | 14   |
| 2    | Mercey Ngimbi      | AS Maniema Union | 6    |
| 3    | Maxi Mpia Nzengeli | AS Maniema Union | 5    |
| 4    |                    |                  |      |
| 5    |                    |                  |      |
| 6    |                    |                  |      |
| 7    |                    |                  |      |
| 8    |                    |                  |      |
| 9    |                    |                  |      |
| 10   |                    |                  |      |

### Meilleurs passeurs
Le tableau suivant liste les joueurs selon le classement des passeurs :
| Rang | Joueur             | Club             | Buts |
| ---- | ------------------ | ---------------- | ---- |
| 1    | Maxi Mpia Nzengeli | AS Maniema Union | 7    |
| 2    |                    |                  |      |
| 3    |                    |                  |      |
| 4    |                    |                  |      |
| 5    |                    |                  |      |
| 6    |                    |                  |      |
| 7    |                    |                  |      |
| 8    |                    |                  |      |
| 9    |                    |                  |      |
| 10   |                    |                  |      |

## Vodacom Ligue 1 Awards
Au mois d'octobre, lors de la Vodacom Ligue 1 Awards, il y a l'élection du meilleur joueur, gardien, défenseur, entraîneur, milieu, buteur, ainsi que du joueur révélation de la saison, équipe révélation de la saison.
| Meilleur joueur    | Meilleur gardien | Meilleur défenseur | Meilleur milieu | Meilleur entraîneur | Meilleur buteur     | Joueur révélation de la saison | Équipe révélation de la saison | Meilleur Dirigeant    |
| ------------------ | ---------------- | ------------------ | --------------- | ------------------- | ------------------- | ------------------------------ | ------------------------------ | --------------------- |
| Maxi Mpia Nzengeli | Simon Omossola   | Henock Inonga Baka | Christian Koffi | Florent Ibenge      | Jean Baleke 14 buts | Jean Baleke                    | Blessing FC                    | Jean-Marie Tshizainga |